# Кэмпбелл, Нив
Нив Эдриэнн Кэмпбелл (англ. Neve Adrianne Campbell, произносится Нев Кэ́мпбелл [ˈnɛv ˈkæmbəl], род. 3 октября 1973, Гуэлф, Онтарио, Канада) — канадская актриса

, сценарист и продюсер. Наиболее известна по роли Сидни Прескотт в серии фильмов ужасов «Крик».

## Биография
Нив родилась в городе Гуэлф в канадской провинции Онтарио 3 октября 1973 года. Её мать, уроженка Амстердама, была психологом и инструктором по йоге, а отец, выходец из Шотландии, преподавал драму в местной средней школе. Её дед по материнской линии был организатором театральной труппы в Амстердаме, и дед по отцу, также был связан с театральной деятельностью. Со стороны своей матери Кэмпбелл происходит от евреев-сефардов, которые некогда эмигрировали в Нидерланды из Испании и приняли католицизм. Однажды она заявила: «Я практикующий католик, но моя родословная еврейская, поэтому, если кто-то спрашивает меня, не еврейка ли я, я говорю да». Её имя «Нив» — девичья фамилия её матери-голландки и, хотя оно пишется «Neve», произносится оно на голландский манер «Нив» и означает «яркая», «лучистая».
Когда Нив было два года, её родители развелись, и она вместе с братом Кристианом, жила в основном с отцом, и лишь изредка проводила время в доме матери. В возрасте девяти лет она поступила в Национальную балетную школу Канады и переехала в общежитие. Будучи студенткой школы, она появилась в двух её балетах — «Щелкунчик» и «Спящая красавица».
В 15 лет Нив, получив несколько травм, бросила учёбу в балетной школе и посвятила себя становлению актёрской карьеры, дебютировав на театральной сцене в «Призраке Оперы» в одном из театров Торонто.

## Карьера
Впервые на телеэкранах Нив Кэмпбелл появилась в 1991 году в канадском сериале «Моё второе я», где исполнила совсем эпизодическую роль. Первая более заметная роль ей досталась спустя год в эпизоде сериала «Таблетка радости». В 1992 году на канадском телевидении стартовал молодёжный сериал «Подиум», в котором на протяжении двух лет Кэмпбелл играла роль Дэйзи МакКензи. В США Нив Кэмпбелл прославилась благодаря сериалу «Нас пятеро», где она исполняла роль Джулии Сэлинджер с 1994 по 2000 год, за что удостоилась премии «Золотой Глобус». Имея в виду этот очень популярный сериал, её называли «самым убедительным подростком на телевидении США».

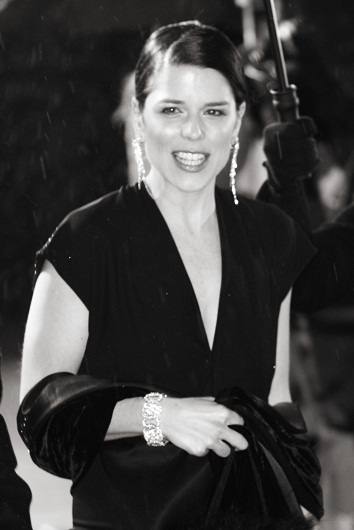
Нив Кэмпбелл на 59-й церемонии вручения премии BAFTA в 2006 году.

Наивысшая популярность к актрисе пришла в 1996 году, когда режиссёр Уэс Крэйвен пригласил её на роль Сидни Прескотт в свой триллер «Крик». За эту роль Нив Кэмпбелл получила премию «Сатурн», а картина собравшая в прокате $173 046 663 и ставшая одним из культовых фильмов ужасов, положила основу одноимённой тетралогии фильмов — «Крик 2» (1997), «Крик 3» (2000) и «Крик 4» (2011), «Крик» (2022), в которых Нив Кэмпбелл также исполнила главную роль. Роль во втором «Крике» была отмечена для Кэмпбелл премией MTV Movie Awards. Серия фильмов «крик» сделала актрису очень богатой. Известный кинокритик Роджер Эберт написал о Нив, что кинокамера явно любит её, и что благодяря этому у Нив есть все данные стать большой актрисой". В том же 1996 году Нив снялась вместе с Робин Танни и Файрюзой Балк в культовой ленте «Колдовство» о четырёх школьницах, решивших стать ведьмами.
После такого взлёта последовали новые крупные роли, в частности, в изощрённом многозвёздном триллере «Дикость» (1998), в драме «Студия 54» (1998), в романтической комедии «Танго втроём» (1999), криминальной комедии «Паника» (2000) и фильме Роберта Олтмена о мире балета «Труппа» (2003). В 1998 году Нив Кэмпбелл была включена в список 50 самых красивых людей" журнала People.
В 2006 году Нив дебютировала в лондонском Вест-Энде в пьесе Артура Миллера «Блюз воскрешения». В том же году она появилась также в постановке «Любовная песня», с Майклом Кейном в главной роли.
В апреле 2011 года Нив Кэмпбелл вновь исполнила роль Сидни Прескотт в фильме «Крик 4». В 2013 году она снялась в главной роли полицейского следователя в детективном телефильме «Убийство среди амишей» (An Amish Murder).
В 2016 году сыграла роль политтехнолога Лиэн Харви в знаменитом сериале «Карточный домик». 22 июня 2017 года стало известно, что Кэмпбелл выступит в главной роли в боевике Роусона Маршалла Тербера «Небоскрёб». Она сыграла Сару Сойер, жену Уилла (Дуэйн Джонсон).

## Личная жизнь
В 1995—1998 годы Нив была замужем за актёром Джеффом Колтом.
В 2007—2011 годы Нив была замужем за актёром Джоном Лайтом.
С мая 2011 года Нив встречается с актёром Джеем Джеем Филдом. У пары есть два сына — Каспиан Филд (род. в августе 2012) и Рейнор Филд (усыновлён в январе 2018 года).

## Избранная фильмография

### Актриса
| Год       |     | Русское название                          | Оригинальное название                     | Роль                             |
| --------- | --- | ----------------------------------------- | ----------------------------------------- | -------------------------------- |
| 1991      | с   | Таблетка радости                          | The Kids in the Hall                      | Лаура Капелли                    |
| 1992      | с   | Симпсоны                                  | The Simpsons                              | Кассандра                        |
| 1992      | с   | Боишься ли ты темноты?                    | Are You Afraid of the Dark?               | Нонни Уолкер                     |
| 1993      | с   | Кунг-фу: Возрождение легенды              | Kung Fu: The Legend Continues             | Триш Коллинс                     |
| 1993      | ф   | Во тьме                                   | The Dark                                  | офицер Джесс Донован             |
| 1994      | тф  | Паутина обмана                            | I Know My Son Is Alive                    | Бэт                              |
| 1994      | тф  | Убийства с незабудками                    | The Forget-Me-Not Murders                 | Джесс Фой                        |
| 1994      | ф   | Банки красок                              | Paint Cans                                | Тристисс                         |
| 1994      | кор | Страсть Джона Раскина                     | The Passion of John Ruskin                | Эфемера / Эффи                   |
| 1994      | ф   | Легенды севера                            | Aventures dans le Grand Nord              |                                  |
| 1994—2000 | с   | Нас пятеро                                | Party of Five                             | Джулия Сэлинджер                 |
| 1996      | тф  | Кентервильское привидение                 | The Canterville Ghost                     | Вирджиния                        |
| 1996      | ф   | Колдовство                                | The Craft                                 | Бонни                            |
| 1996      | ф   | Крик                                      | Scream                                    | Сидни Прескотт                   |
| 1996      | кор | —                                         | Love Child                                | Дейдра                           |
| 1997      | ф   | Крик 2                                    | Scream 2                                  | Сидни Прескотт                   |
| 1998      | ф   | Дикость                                   | Wild Things                               | Сьюзи Мэри Толлер                |
| 1998      | ф   | Студия 54                                 | 54                                        | Джули Блэк                       |
| 1998      | ф   | Кое-что о Дэнни                           | Hairshirt                                 | Рэнэ Уэбер                       |
| 1998      | мф  | Король Лев 2: Гордость Симбы              | The Lion King 2: Simba's Pride            | Киара                            |
| 1999      | ф   | Танго втроём                              | Three to Tango                            | Эми Пост                         |
| 2000      | ф   | Паника                                    | Panic                                     | Сара Кэсседи                     |
| 2000      | ф   | Крик 3                                    | Scream 3                                  | Сидни Прескотт                   |
| 2000      | ф   | Утопим Мону!                              | Drowning Mona                             | Эллен Раш                        |
| 2001      | ф   | Исследуя секс                             | Investigating Sex                         | Элис                             |
| 2002      | тф  | Последний шанс                            | Last Call                                 | Фрэнсис Кролл                    |
| 2003      | ф   | Потерянный переход                        | Lost Junction                             | Мисси Лофтон                     |
| 2003      | ф   | Труппа                                    | The Company                               | Лоретта Райан                    |
| 2003      | ф   | Слепой горизонт                           | Blind Horizon                             | Хлоя Ричардс                     |
| 2004      | ф   | Когда меня полюбят                        | When Will I Be Loved                      | Вера Берри                       |
| 2004      | ф   | Черчилль идёт на войну                    | Churchill: The Hollywood Years            | Принцесса Елизавета              |
| 2005      | с   | Медиум                                    | Medium                                    | Дебра                            |
| 2005      | с   | Анатомия страсти                          | Grey's Anatomy                            | доктор Лиззи Шепард              |
| 2005      | тф  | Сумасшествие вокруг марихуаны: Киномюзикл | Reefer Madness: The Movie Musical         | мисс Поппи                       |
| 2006      | ф   | Странные родственники                     | Relative Strangers                        | Эллен Миннола                    |
| 2007      | ф   | Разрыв                                    | Partition                                 | Маргарет Стилуэлл                |
| 2007      | ф   | Я так ненавижу свою работу                | I Really Hate My Job                      | Эби                              |
| 2007      | ф   | Замыкая круг                              | Closing the Ring                          | Мэри                             |
| 2007      | с   | Безумцы                                   | Mad Men                                   | Ли Кэбот                         |
| 2008      | с   | Сгореть                                   | Burn Up                                   | Холли                            |
| 2008      | мф  | Агент Краш                                | Agent Crush                               | Кэсси                            |
| 2009      | с   | Морской волк                              | Der Seewolf                               | Мод Брюстер                      |
| 2009      | с   | Филантроп                                 | The Philanthropist                        | Оливия Мейдстон                  |
| 2011      | ф   | Крик 4                                    | Scream 4                                  | Сидни Прескотт                   |
| 2011      | ф   | Стеклянный человек                        | The Glass Man                             | Джули Пирит                      |
| 2012      | с   | Титаник: Кровь и сталь                    | Titanic: Blood and Steel                  | Джоанна                          |
| 2013      | тф  | Клятва молчания                           | An Amish Murder                           | Кейт Баркхолдер                  |
| 2014—2015 | с   | Добро пожаловать в Швецию                 | Welcome to Sweden                         | Диана                            |
| 2014—2015 | с   | Манхэттен                                 | Manhattan                                 | Китти Оппенгеймер                |
| 2015      | ф   | Уолтер                                    | Walter                                    | Алли                             |
| 2016      | с   | Карточный домик                           | House of cards                            | Лиэн Харви                       |
| 2018      | мф  | —                                         | Bremen Town Musicians: A Grimm Fairy Tale |                                  |
| 2018      | ф   | Небоскрёб                                 | Skyscraper                                | Сара Сойер                       |
| 2022      | ф   | Крик                                      | Scream                                    | Сидни Прескотт                   |
| 2022      | с   | Линкольн для адвоката                     | The Lincoln Lawyer                        | Мэгги Макферсон/Maggie McPherson |
| 2026      | ф   | Крик 7                                    | Scream 7                                  | Сидни Прескотт                   |

### Сценарист
- 2003 — «Труппа»

### Продюсер
- 1998 — «Кое-что о Дэнни»
- 2003 — «Труппа»
- 2013 — «Клятва молчания»

## Награды и номинации
Полный список наград и номинаций на сайте IMDb.

### Награды
- 1997 — «Сатурн», «Лучшая киноактриса», (Крик);
- 1998 — MTV, «Лучшая женская роль», (Крик 2).

### Номинации
- 1997 — MTV, «Лучшая женская роль», (Крик);
- 1998 — «Сатурн», «Лучшая киноактриса», (Крик 2);
- 1999 — MTV, «Лучший поцелуй», (Дикость);
- 2001 — MTV, «Лучшая женская роль», (Крик 3).